# 나스닥 종합주가지수
나스닥 종합주가지수는 나스닥에 상장된 전(全)분야 모든 기업의 주가지수이다.

## 증권매매
반드시 아래에 해당하는 증권만을 매매하여야 한다.
- 미국예탁증서 (美國預託證書)(ADRs) : 美서 외국의 주식을 직접 매매하는데 따른 어려움을 덜기위해, 은행이 수탁기관이 되어 원주권(原株券)을 맡아놓고 그 대신 발행해서 유통시키는 증서(증권)
- 보통주 (普通株)(Common Stock) : 특별한 권리내용이 없는 대중(大衆)들이 말하는 일반적인 주식
- 전액납입한 보통주 (Ordinary Shares)
- 유한 합자회사 지분 (Limited Partnership interest)
- 부동산투자신탁 (不動産投資信託)(Real Estate Investment Trusts) : 부동산에 투자하는 간접투자방식의 펀드
- 수익분점증권 (Shares of Beneficial Interests) [출처 필요]
- 분야별발행주식 (Tracking Stocks) : 회사의 특정 사업분야 육성, 창출 등을 위해 모기업이 분야別로 발행하는 주식

한편 추가설정불가능한 투자신탁펀드, 무담보 전환사채, 상장지수펀드, 우선주, 신주인수권, 보증 등은 거래되어서는 안 된다. 만약 한가지라도 이를 어겨 매매를 시도할 경우에는 종합주가지수에서 해당 증권을 퇴출한다.

## 같이 보기
- 나스닥 100지수
- 나스닥
- 코스닥
- 코스피